# Macromitrium subpungens
Macromitrium subpungens är en bladmossart som beskrevs av Georg Ernst Ludwig Hampe och C. Müller 1876. Macromitrium subpungens ingår i släktet Macromitrium och familjen Orthotrichaceae. Inga underarter finns listade i Catalogue of Life.